# Silk Way Airlines
Silk Way Airlines — азербайджанська вантажна авіакомпанія, штаб-квартира знаходиться в Баку. Авіакомпанія Silk Way — вантажна авіакомпанія, що базується на території Міжнародного Аеропорту ім. Гейдара Алієва в Баку, Азербайджан. Спочатку сертифікована Цивільною Авіаційною Владою Азербайджанської Республіки 9 жовтня 2001 року. Почавши свою діяльність лише з двома рамповими вантажними літаками Радянського виробництва (одним Ан-12 і одним Іл-76), протягом років Авіакомпанія Silk Way інтенсивно розвивалася і на сьогоднішній день експлуатує дев'ять літаків Іл-76 два з яких Іл-76-90ТД новітнього виробництва відповідають вимогам Глави 3 по шумів на місцевості, три літаки Ан-12, а також володіє трьома літаками типу Boeing 747-400F і двома літаками типу Boeing 767-300F, які експлуатуються дочірньою компанією Авіакомпанією Silk Way West.

## Маршрутна мережа

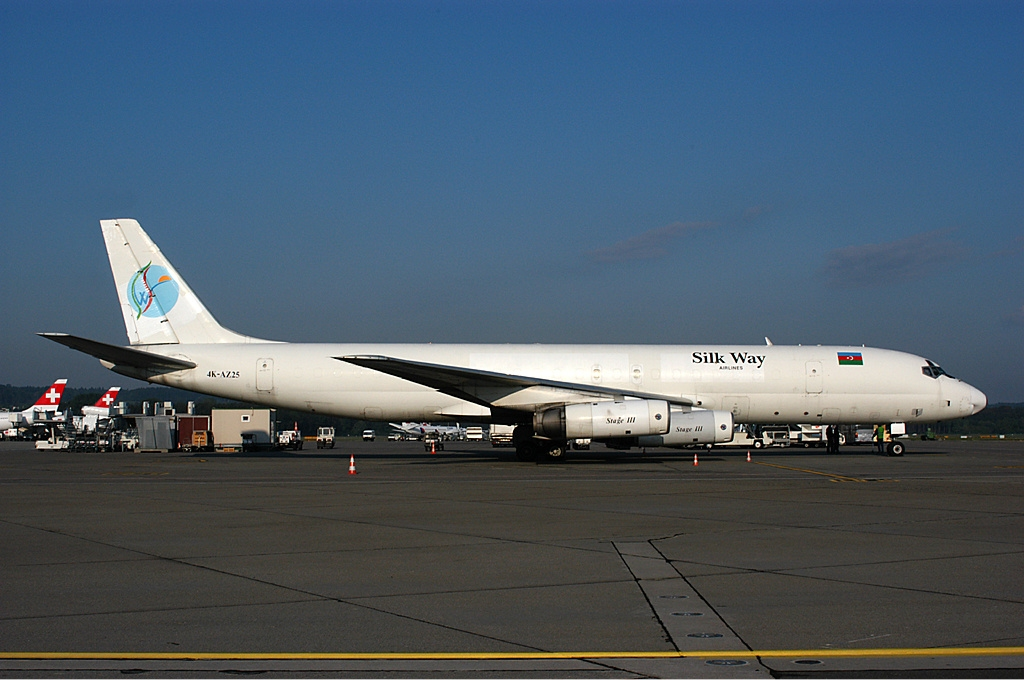
Douglas DC-8 в аеропорту Цюріха в 2003 році.

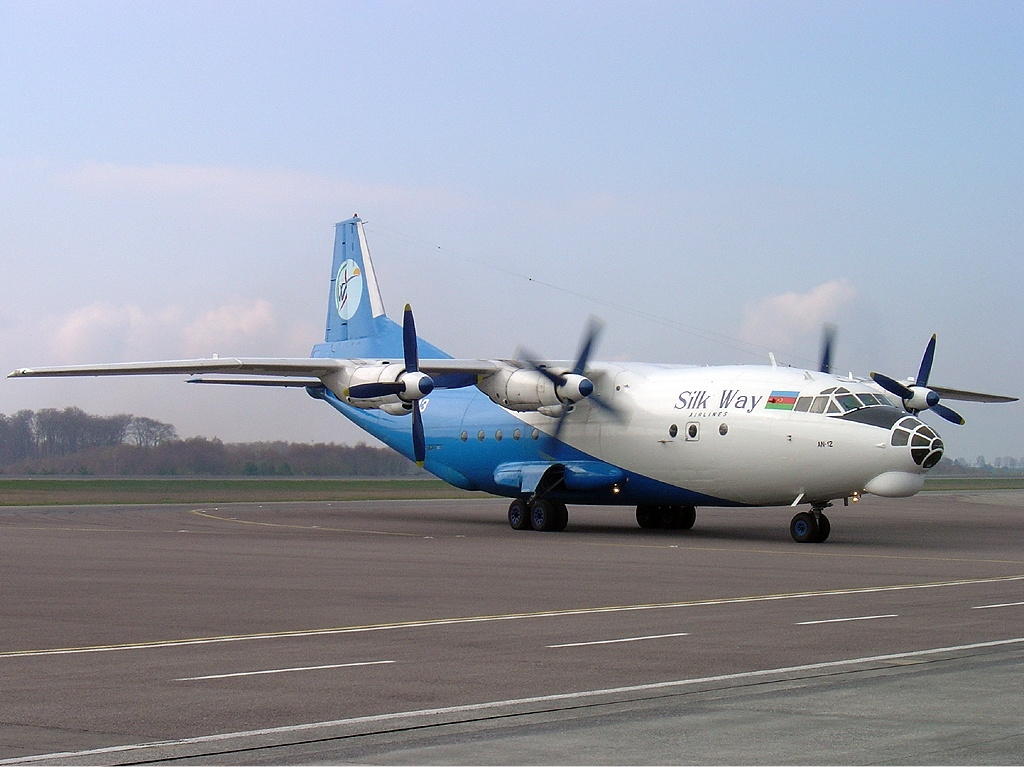
Ан-12БК в Люксембурзі в 2004 році.

Авіакомпанія створила широку мережу маршрутів у великі нафтові міста в регіоні виконуючи регулярні вантажні польоти в Актау і Атирау в Західному Казахстані, Бішкек, Тбілісі та інші великі аеропорти призначення нафтового бізнесу. Авіакомпанія Silk Way займає домінуюче положення повітряного транспорту в Каспійському регіоні в даний час.
Авіакомпанія виконує міжнародні рейси з Баку за такими напрямами:
- Бішкек
- Багдад
- Люксембург
- Тбілісі
- Кабул
- Стамбул
- Душанбе
- Дубай
- Мілан
- Баграм
- Кандагар
- Шанхай
- Гонконг
- Актау
- Атирау
- Уральськ
- Актобе
- Урумчі
- Франкфурт-на-Майні
- Ашхабад
- Тель-Авів
- Лондон
- Будапешт

## Флот

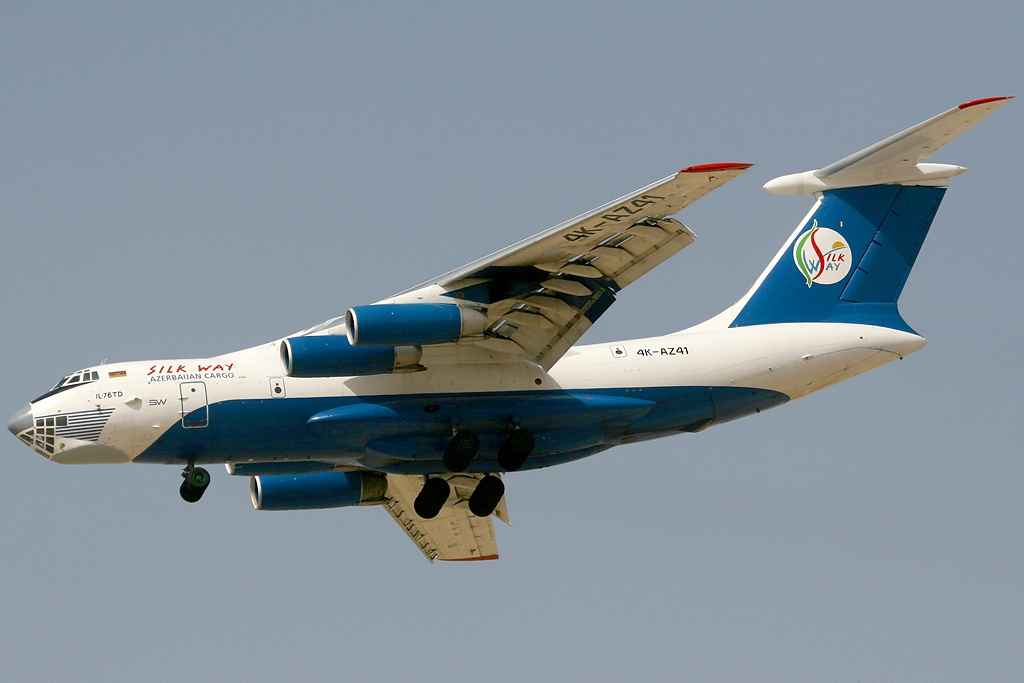
Іл-76ТД в Дубаї в 2010 році.

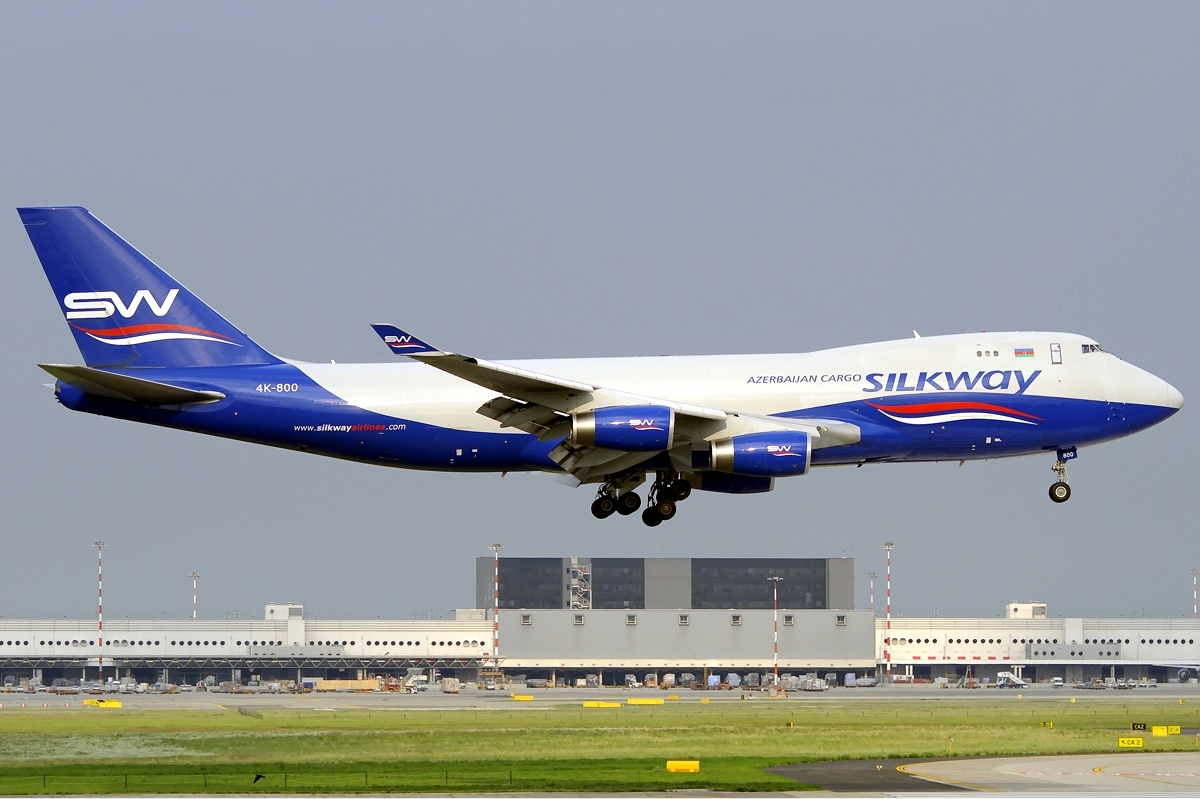
Boeing 747-400F в Італії в 2011 році.

Флот на серпень 2016:
| Тип             | В дії | Замовлено | Примітки                     |  |
| --------------- | ----- | --------- | ---------------------------- |  |
| Antonov An-12BK | 3     | —         |                              |  |
| Ан-178          | —     | 10        |                              |  |
| Boeing 747-400F | 5     | —         |                              |  |
| Boeing 747-8F   | 9     | —         | 2 додаткові літака замовлено |  |
| Іл-76           | 7     | —         |                              |  |
| Загалом         | 24    | 10        |                              |  |

## Катастрофи
- 7 листопада 2002 року, літак Ан-12 (4K-AZ21), що виконував рейс Silk Way Airlines Flight 4132, зазнав аварії в Чаді. Літак зруйнувався, екіпаж (6 осіб) вижив.[3]
- 14 вересня 2004 року, у Іл-76ТД (4K-AZ31) через 11 хвилин після вильоту з Баку стався вибух у правому внутрішньому двигуні, також були пошкоджені зовнішній правий двигун і фюзеляж. В результаті, літак здійснив вимушену посадку в аеропорту Баку[4].
- 6 липня 2011 року, літак Іл-76ТД (реєстраційний номер 4K-AZ55) розбився при зіткненні з горою в 25 км від авіабази Баграм провінції Парван (Афганістан). Загинули 9 членів екіпажу. Літак з 18 тоннами вантажу для контингенту ISAF виконував вантажний рейс з Баку в інтересах НАТО.[5][6]
- 18 травня 2016 року, Ан-12Б (4K-AZ25) зазнав аварії в Афганістані [7]